# Momo (alimento)
El momo (en nepalí, म:म: mōmō; en tibetano, མོག་མོག་ Wy mog mog) es un dumpling, es decir, una masa de harina rellena y cocida al vapor, típico del Tíbet y Nepal. Forma parte de la extensa familia de dumplings asiáticos, junto con el baozi, el jiaozi y el mantou chinos, el buuz mongol, la gyoza japonesa, el mandu coreano, etc. El momo se considera el plato nacional (no oficial) de Nepal, traído desde el Tíbet por la diáspora tibetana.

## Etimología
En Shanxi, donde se habla chino jin, un panecito redondo y plano a menudo se llama mo (饃), y si está relleno rou jia mo (肉夾饃). El nombre momo se extendió al Tíbet, y de ahí a Nepal e India y, por lo general, ahora se refiere a masa rellena o a albóndigas. En tibetano, mo mo es la forma hablada de mog mog. El nombre se ha extendido por toda el área a muchas culturas que los elaboran y los consumen; entre ellos, el asamés মম; el bengalí, মোমো; el hindustaní, मोमोज़, موموز o ممتو; el nepalí, मम, etc. En chino tradicional se escribe como 饃 饃, y en simplificado 馍 馍. También son llamados momocha; el sufijo diminutivo cha es una denominación cariñosa para cualquier cosa pequeñita en idioma nepalí bhasa.

## Origen
El origen de los momos no está claro, pero ciertas fuentes apuntan a que pudieron provenir de los dumplings tibetanos de carne de yak. Cuando las relaciones comerciales entre Katmandú y Tíbet florecieron en el siglo XVII, los dumplings de yak ya eran un alimento básico en Lhasa. Los mercaderes newaríes, que realizaban rutas transhimaláyicas entre Nepal y Tíbet, adoptaron la costumbre tibetana de hacer dumplings (así como thukpas) y la importaron al Valle de Katmandú. Los newaríes desarrollaron unos momos más pequeños, no tan grandes como la versión tibetana, de manera que se podían comer de un solo bocado.
Para 1960, cuando cientos de inmigrantes tibetanos huían de la dictadura comunista china, los momos ya eran un aperitivo común en Nepal. Debido a la escasez de cultivos de verdura en la yerma tierra tibetana, los dumplings originales eran principalmente de yak; Pero en Nepal, los rellenos para el momo se diversificaron y se adaptaron al gusto nepalí (en muchos casos vegetarianos, debido la influencia de la dieta hindú). 

## Características
La masa del momos está elaborada de harina de cebada y agua, aunque de forma menos tradicional se le suele añadir algo de levadura para que la pasta quede más esponjosa. Los momos se distinguen por el relleno que suele ser: carne picada de cerdo o cordero especiada con cilantro/coriandro. Existen variantes vegetarianas de la comida con rellenos de verduras.
Los rellenos se suelen enrollar en su parte superior y se cocinan al vapor en una especie de sopa. Se suelen encontrar en los restaurantes del Tíbet, en Katmandú (el relleno en esta ciudad se suele hacer con carne de búfalo), Sikkim (se suelen rellenar de queso), Delhi.

## Preparación

### La masa
Para cuatro personas utilizar aproximadamente 3 tazas de harina y 3/4 de agua en un vaso. Mezclar bien la harina con el agua a mano y añadir agua hasta tener una masa sin grumos. Amasar bien hasta que sea flexible. Dejar la masa en un cuenco tapado mientras se prepara el resto de ingredientes. No dejar secar la masa fuera o será difícil trabajar con ella.

### El relleno
Se puede elaborar con carne de toro o vegetales. En Tíbet utilizan a veces carne de yak pero fuera de ahí normalmente se utiliza carne de vaca.
Para el relleno de verduras
Cortar todos los ingredientes en trozos muy pequeños: dos cebollas, 5 cm de jengibre fresco, dos o tres dientes de ajo, un racimo de cilantros, 450 gramos de col, 450 gramos de tofu, 120 gramos de setas, dos cucharaditas de caldo de pollo, vaca o verduras.
Para el relleno de carne
450 gramos de carne de vaca picada en trocitos muy pequeños (esta carne sustituye a las setas y el tofu). Se puede utilizar la carne de pollo.
Para ambos tipos se colocan los ingredientes en una olla o un cuenco grande, se añade una cucharada de caldo y se cocina antes de introducirla en la masa.